# Sinus Iridum
Il Sinus Iridum ("Golfo degli arcobaleni" in latino) è una struttura geologica della superficie della Luna.